# Somogyvár
Somogyvár is een plaats (község) en gemeente in het Hongaarse comitaat Somogy. Somogyvár telt 2013 inwoners (2001).